# Silalahi I
Silalahi I is een bestuurslaag in het regentschap Dairi van de provincie Noord-Sumatra, Indonesië. Silalahi I telt 1061 inwoners (volkstelling 2010).